# Despenteia
"Despenteia" é uma canção da banda brasileira de axé music Babado Novo do álbum "O Diário de Claudinha". A canção foi lançada em parceria com a Seda para promover a marca, do qual a banda fazia propaganda.

## Lançamento e Divulgação
A canção foi lançada no dia 4 de janeiro de 2006, dias antes do primeiro show do roteiro da "Seda Despenteia Tour". A canção tocou nos comerciais de divulgação da turnê e nos comerciais da Seda. A canção foi composta por Alexandre Peixe, que anteriormente teve outras canções gravadas pela banda Babado Novo, como "Babado Novo"  e "Me Chama de Amor".